# Стиг со свалки
«Стиг со свалки» (англ. Stig of the Dump) — приключенческий мини-телесериал, вышедший в 2002 году. Он состоит из 6 серий, каждая из которых длится 30 минут. Сериал основан на книге Клайва Кинга, которая была издана в 1963 году, по которой также поставлен театральный спектакль, и выпущена компьютерная игра для Windows и Mac. Это произведение входит в школьную программу в Великобритании.

## Сюжет
Стиг (Роберт Таннион, голос Ник Райн) — пещерный человек, который живёт на дне старого карьера рядом с домом бабушки Барни (Томас Сангстер). Этот карьер не используется, и никому не нужен, а люди стали сбрасывать в него весь свой мусор.
Барни впервые встречается со Стигом, когда проваливается через крышу его логова. Так они знакомятся, и становятся друзьями, несмотря на то что они не понимают речи друг друга. Вместе им предстоит пережить целую серию приключений.

## В ролях
| Актёр           | Роль           |
| --------------- | -------------- |
| Томас Сангстер  | Барни          |
| Геоффрей Палмер | Роберт         |
| Роберт Таннион  | Стиг           |
| Зелма Барлоу    | Миссис Хардвик |
| Филлида Ло      | Мэрджори       |
| Уикем Саския    | Кэролин        |

## Награды
Фильм стал лауреатом двух премий:
- BAFTA Children’s Award — в номинации «Лучший писатель» (Питер Таберн)
- Эмми — в номинации «Дети и молодые люди» (за эпизоды 1 и 3).[5]

## Интересные факты
- Этот мини-сериал шёл в России на 5 канале.[6]
- В Великобритании сериал был выпущен на DVD[7].